# Lüshi Chunqiu
Ne doit pas être confondu avec Annales des Printemps et Automnes.
Le Lüshi Chunqiu, ou Annales des Printemps et des Automnes de Lü, est un ouvrage de synthèse chinois rédigé sous la direction de Lü Buwei, le premier ministre de l'État de Qin au moment de la fondation de l'Empire de Chine par Qin Shi Huang.
Dans cet ouvrage, Lü Buwei avait pour but de compiler l'ensemble du savoir de l'époque dans une grande encyclopédie de référence. Il fut rédigé en 239 av. J.-C. par un groupe de lettrés dirigé par Lü.